# نرابوسمد بیگوخیل
نرابوسمد بیگوخیل (به انگلیسی: Nar Abu Samand Begu Khel) یک شهرک در پاکستان است که در ناحیه لکی واقع شده‌است.